# ویلاگومز
ویلاگومز (انگلیسی: Villagómez) یک منطقهٔ مسکونی در کلمبیا است.